# Friedrich Bernreuther
Johann Friedrich Bernreuther (* 21. April 1881 in Mergentheim, Jagstkreis; † 20. Juli 1958 in Bamberg) war ein deutscher Polizeibeamter.

## Leben und Tätigkeit
Bernreuther besuchte in seiner Kindheit die Volksschule (1887–1901) und dann das Gymnasium. Von 1900 bis 1904 studierte er Rechtswissenschaften in Lausanne, München, Erlangen und Berlin. Am 16. Juli 1904 bestand er die 1. Juristische Staatsprüfung (Referendarexamen). Vom 1. Oktober 1904 bis 30. September 1905 gehörte Bernreuther als Einjährig-Freiwilliger der bayerischen Armee an. Anschließend absolvierte er den Juristischen Vorbereitungsdienst. 1909 wurde Bernreuther Regierungsakzessist bei der Regierung von Mittelfranken. Vom 1. März 1913 bis 1919 tat Bernreuther Dienst als Bezirksamtsassessor in Rottenburg. Unterbrochen wurde seine Verwaltungstätigkeit vom Einsatz als Reservist bei der Landwehr im Ersten Weltkrieg. Vom 6. August 1914 bis 18. November 1918 gehörte er erneut dem Militär an, wobei er 1917 zum Hauptmann befördert wurde. Nach seiner Entlassung aus der Landwehr am 21. November 1918 wurde er wieder Bezirksamtsassessor in Rottenburg.
Zum 1. November 1919 wurde Bernreuther zur Polizeidirektion München versetzt. Von 1921 bis 1929 leitete Bernreuther im Rang eines Regierungsrates 1. Klasse (1. November 1922) die Politische Abteilung (Abteilung VI) der Polizeidirektion München. Sein direkter Vorgänger in dieser Stellung war der spätere nationalsozialistische Reichsinnenminister Wilhelm Frick gewesen. Als Leiter der Politischen Abteilung der Münchener Polizeidirektion war Bernreuther in den 1920er Jahren in führender Weise mit dem polizeilichen Vorgehen gegen die frühe NS-Bewegung in München befasst. So veranlasste er immer wieder Verhaftungen von Parteiaktivisten wegen gewaltsamer Ausschreitungen, unerlaubter Demonstrationen, Überfälle auf politisch Andersdenkende, Geheimbündelei und ähnlicher Delikte sowie die Einleitung von polizeilichen und staatsanwaltschaftlichen Ermittlungen aufgrund dieser Taten. Während des gescheiterten Hitler-Putsches vom 8./9. November 1923 wurde Bernreuther kurzzeitig von den Putschisten gefangen gesetzt und in Geiselhaft gehalten. Eigenen Angaben von 1946 zufolge versuchte Bernreuther nach dem Putsch eine Ausweisung von Adolf Hitler aus Bayern nach Österreich zu erreichen, was jedoch gescheitert sei.
Am 9. März 1929 wurde Bernreuther mit der Durchführung der vorbereitenden Maßnahmen zur Einrichtung der staatlichen Polizei in Regensburg beauftragt. Zum 1. April 1929 wurde er Vorstand der Polizeidirektion Regensburg unter Verleihung von Titel und Rang eines Oberregierungsrates. Sein Nachfolger als Leiter der Politischen Abteilung der Münchener Polizeidirektion wurde der Regierungsrat Wilhelm Frank. Am 1. April 1930 erhielt er die Amtsbezeichnung und am 1. August 1930 den Rang eines Polizeidirektors.
Von seiner Stelle in Regensburg wurde er nach dem Machtantritt der Nationalsozialisten zum 1. Juni 1933 zur Regierung von Ober- und Mittelfranken nach Ansbach strafversetzt. Dort erhielt er den Rang eines Oberregierungsrates im Verwaltungsdienst. Bernreuther beantragte am 9. September 1939 die Aufnahme in die NSDAP und wurde zum 1. Januar 1940 aufgenommen (Mitgliedsnummer 7.781.564).
Am 4. Mai 1945 wurde Bernreuther von der amerikanischen Besatzungsmacht in Bayern zum „Assistant of Regierungspräsident“ ernannt. Am 1. Juli 1945 folgte seine Ernennung zum Regierungsvizepräsidenten der Regierung von Ober- und Mittelfranken in Ansbach. Von diesem Posten wurde er jedoch bereits am 10. Oktober 1945 entlassen, nachdem ein Referent der amerikanischen Militärregierung sich über ihn beschwert hatte, weil er „die Entnazifizierung des Personals so gut er konnte sabotiert“ habe. Am 16. März 1948 stufte die Spruchkammer Ansbach-Stadt Bernreuther im Zuge der Entnazifizierung in die Gruppe IV (Mitläufer) ein. Am 8. Februar 1950 wurde er unter Berufung in das Beamtenverhältnis zum Regierungsvizepräsidenten ernannt und gleichzeitig in den Ruhestand versetzt.

## Archivarische Überlieferung
Im Bayerischen Hauptstaatsarchiv hat sich ein Personalakt zu Bernreuther aus seiner Tätigkeit im bayerischen Landesdienst ernannt (MInn 83168). Eine weitere Personalakte befindet sich im Bundesarchiv (R 1501/204924), während eine Militärpersonalakte im Bayerischen Kriegsarchiv verwahrt wird (OP 5653).